# Republic F-84F Thunderstreak
Рипаблик F-84F «Тандерстрик» («Громовая полоса») (англ. Republic F-84F Thunderstreak) — американский истребитель-бомбардировщик, появившийся в результате глубокой модернизации самолёта F-84 «Тандерджет». Разработан и серийно производился предприятием Republic Aviation с 1952 года. 
Разведывательная модификация носила название RF-84F Thunderflash. 
Всего было выпущено 2713 самолётов F-84F и 715 самолётов RF-84F. 
Самолёт не оставил заметного следа в истории ВВС США и был снят с вооружения в середине 60-х годов, однако широко поставлялся на экспорт и оставался в Национальной гвардии до 1972 года.

## Разработка самолёта
Один из двух реактивных истребителей США со стреловидными крыльями, который был разработан на основе уже существующего, серийно производящегося реактивного самолёта с прямыми крыльями, и достиг стадии промышленного производства, F-84F был задуман и разрабатывался, в то время, когда правительство США неохотно выделяло средства на разработку новых типов самолётов.
Работы над проектом начались в конце 1949 года, когда появилась идея совместить фюзеляж уже выпускавшегося серийно F-84E и отклонённые назад несущие поверхности. По мнению разработчиков, это могло позволить использовать до 55 процентов существующих деталей. Однако в процессе работы проект претерпел такое значительное изменение, что несмотря на некоторое внешнее сходство, F-84F по существу являлся принципиально новой машиной. Самолёт, имевший корпус стандартного F-84E, укороченные и отклонённые назад на 40 градусов крылья, оснащался двигателем Allison J35-A-25. 
Эта машина совершила свой первый полёт 3 июня 1950 года под обозначением YF-96A, однако уже 8 сентября обозначение было изменено на YF-84F и тогда же самолёту было присвоено название «Thunderstreak».
Следующий опытный образец XF-84F имел импортный двигатель Armstrong Siddeley Sapphire. Это потребовало изменить конструкцию воздухозаборников и несколько увеличить размер фюзеляжа. Третий прототип имел увеличенные основания крыльев, куда были перемещены воздухозаборники, однако это привело к снижению мощности двигателя и нововведение было отклонено для применения на серийных истребителях, но такая компоновка сохранилась для варианта самолёта-разведчика RF-84F Thunderflash. Двигатель Sapphire был принят для использования на серийных F-84F, и производился в США по лицензии под обозначением Wright J65. 
Первые 275 серийных F-84F были оснащены двигателем модификации Wright YJ65-W-1, и ещё примерно 100 самолётов имели улучшенный вариант двигателя YJ65-W-1A. Вскоре, однако, эти двигатели уступили место практически аналогичному, но гораздо более надёжному J65-W-3.

## Серийное производство и эксплуатация

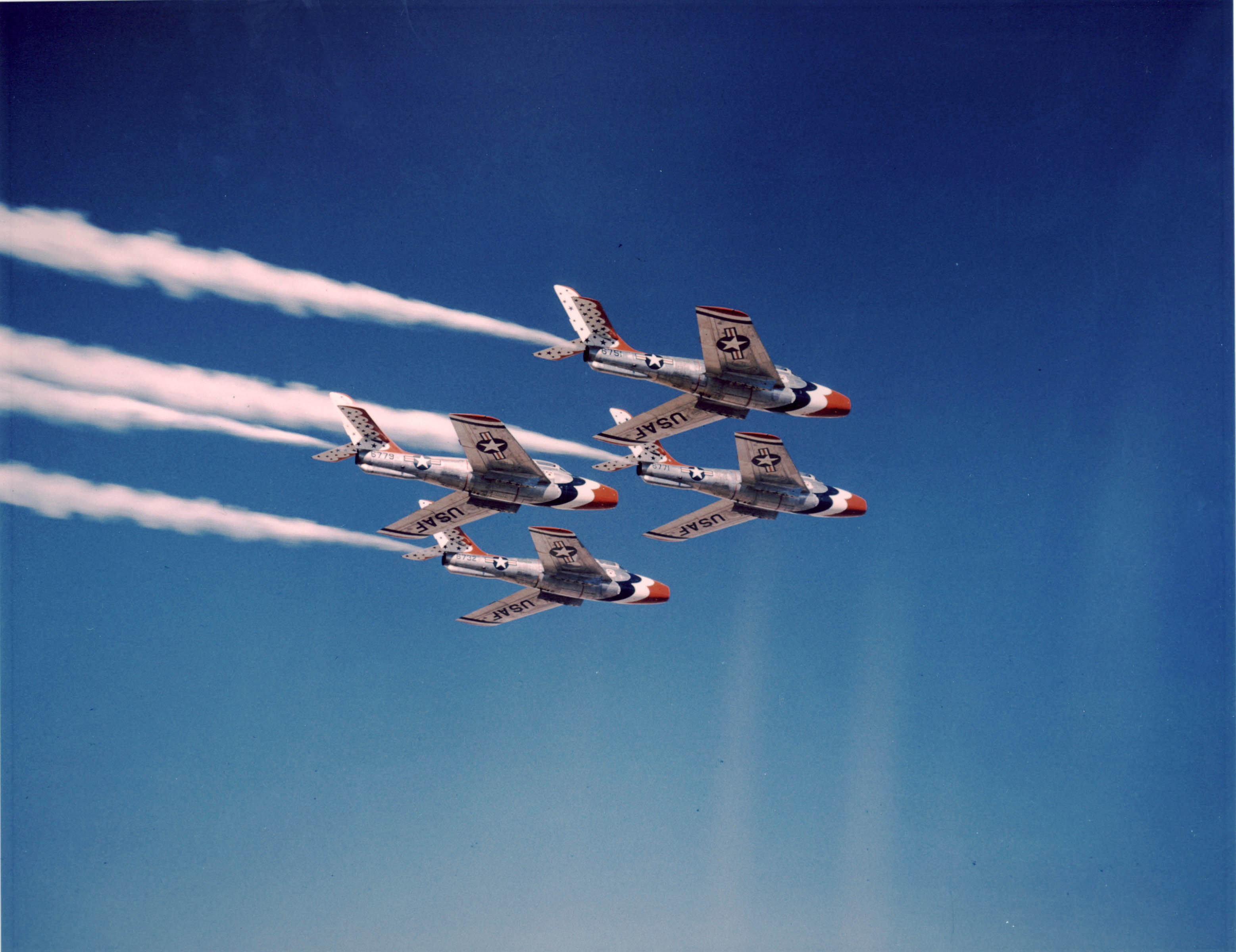
F-84F пилотажной группы «Thunderbirds»

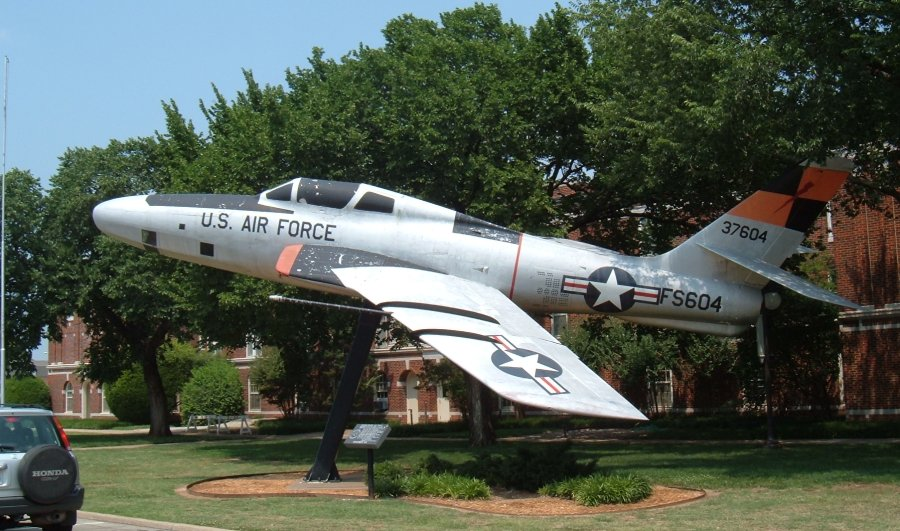
Самолёт — разведчик RF-84F Thunderflash

ВВС США получили свои первые F-84F 3 декабря 1952 года, однако широкое использование самолёта было приостановлено из-за возникших проблем. Прежде всего они касались трудностей в управлении самолётом на больших скоростях, а также проблем с устойчивой работой двигателя. Однако самолёт оставался в строю, хотя и использовался весьма ограниченно. Более или менее проблемы были решены к 1954 году, когда самолёт получил усовершенствованное хвостовое оперение (F-84F-25). После этого F-84F стал поступать на вооружение стран НАТО с начала 1955 года. Вооружение самолёта составляли шесть пулемётов M3 калибра 12,7 мм, кроме того он был способен нести до 2722 кг дополнительного бомбового вооружения на внешних подвесках. Машины более поздних выпусков (F-84F-50) оснащались двигателем J65-W-7.
F-84F, как и его предшественник с прямым крылом F-84, отличался плохими взлетными характеристиками, несмотря на более мощный двигатель. На практике почти 311 ДаН или 10 процентов общей тяги терялись из-за того, что двигатель J65 был установлен под углом и реактивная струя заметно отклонялась от оси фюзеляжа. В жаркий день длина разбега составляла до 2285 метров. Отрыв, как правило, происходил на скорости 300 км/ч. Как и F-84 Тандерджет, Тандерстрик отлично вел себя на крейсерской скорости и предсказуемо реагировал на органы управления в рамках своих боевых возможностей. Подобно F-84 F-84F был склонен к кабрированию на больших углах атаки, которое в отдельных случаях могло приводить к отрыву обеих плоскостей крыла. Кроме этого, F-84F крайне сложно было вывести из штопора, поэтому единственным выходом при сваливании в штопор на высоте менее 3000 м было катапультирование.
Проект Run In ("Обкатка") закончил практические испытания в ноябре 1954 года, самолет был признан удовлетворяющим требования ВВС США и значительно превосходящим F-84G. Впрочем, продолжающиеся случаи отказов двигателей привели к запрету на полеты в начале 1955 года. Кроме того, двигатель J65 часто страдал от помпажа при полетах в сильный дождь или снег. В результате этих проблем снятие с производства началось практически сразу после начала службы в ВВС в 1954 году и завершилось в 1958 году. Напряженная ситуация в Германии, связанная с возведением Берлинской стены, заставила вновь ввести в строй флот F-84F. В 1962 году был введен новый запрет на полеты из-за коррозии тяг управления. Для ремонта каждой единицы «Тандерстриков» понадобилось 1800 человеко-часов. 
Самолет был снят с вооружения ВВС в 1964 году. Механическая коррозия заставила закончить службу F-84F в Национальной гвардии в 1971 году.
Одним из очень немногих случаев боевого применения F-84F было сбитие парой "Тандерстриков" турецких ВВС одного иракского Ил-28 из пары, нарушивших турецкую границу в ходе операции по бомбардировке курдских повстанцев; инцидент произошёл 16 августа 1962 года.
Всего было построено 2713 самолётов F-84F, 1305 из которых находились на вооружении стран НАТО и распределялись следующим образом: 
Бельгия — 197, 
Франция — 328, 
Германия — 450, 
Италия — 150 и 
Нидерланды — 180. 
Впоследствии Германия передала 106 из имеющихся у неё F-84F Турции и 63 — Греции, так же поступили и Нидерланды, передав соответственно 19 и 18 самолётов в те же страны. Тактическое Авиационное Командование ВВС США передало последний из своих F-84F корпусу Национальной Гвардии США в  июле 1964, где эти машины оставались на боевом дежурстве вплоть до ноября 1971 года. Последними были выведены из эксплуатации три самолёта RF-84F ВВС Греции — в 1991 году.
Два самолёта F-84F использовались для испытания установленных на них двигателей General Electric XJ73-GE-5 и −7, тягой 3969 и 4046 кг соответственно. Первый из этих самолётов совершил испытательный полёт 7 мая 1954 года под обозначением YF-84J, во время которого достиг скорости 1,09 Мах. Второй из этих прототипов так никогда и не поднялся в воздух.

## Модификации

### RF-84F
RF-84F являлся наиболее распространённым разведывательным самолётом США в начале Холодной войны. Поступил на вооружение ВВС США в начале 50-х годов. Использовался ВВС США, национальной гвардией США, а также дружественными странами, пока не был заменён на RF-4 Phantom. 
Последний летающий RF-84F был снят с вооружения ВВС Греции в 1991 году.

### RF-84K
Модификация построена для проекта FICON (этот проект заключался в переноске RF-84K в бомбовом отсеке Convair B-36, с последующим запуском и возможностью обратного приёма на борт). 
Главным отличием от RF-84F стало изменение горизонтального хвостового оперения, чтобы самолёт мог поместиться к бомбовом отсеке. Также сверху носа был приделан буксировочный крюк. В остальном модель ни ничем не отличалась от RF-84F.
Всего было построено 25 самолётов RF-84K. Они находились на вооружении 71 стратегического разведывательного авиационного крыла (25 и 82 эскадрильи). Через год программу закрыли, а самолёты передали в 45 учебную эскадрилью на авиабазу Мисава, Япония, а также в разные другие учебные и исследовательские подразделения. Так не менее семи машин попали в 107 и 171 учебные эскадрильи национальной гвардии в Мичигане.
Самолёты RF-84K можно увидеть в некоторых музеях.

### XF-84H
Экспериментальный турбовинтовой истребитель-бомбардировщик. Являлся модификацией во многом формально. Для нового весьма необычного самолёта было зарезервировано обозначение XF-106, но его сменили на XF-84H, поскольку получить финансирование на модификацию уже существующего образца было проще, чем на новую модель. 
Крыло, пилотская кабина и шасси были взяты без изменений от F-84F.

## Тактико-технические характеристики

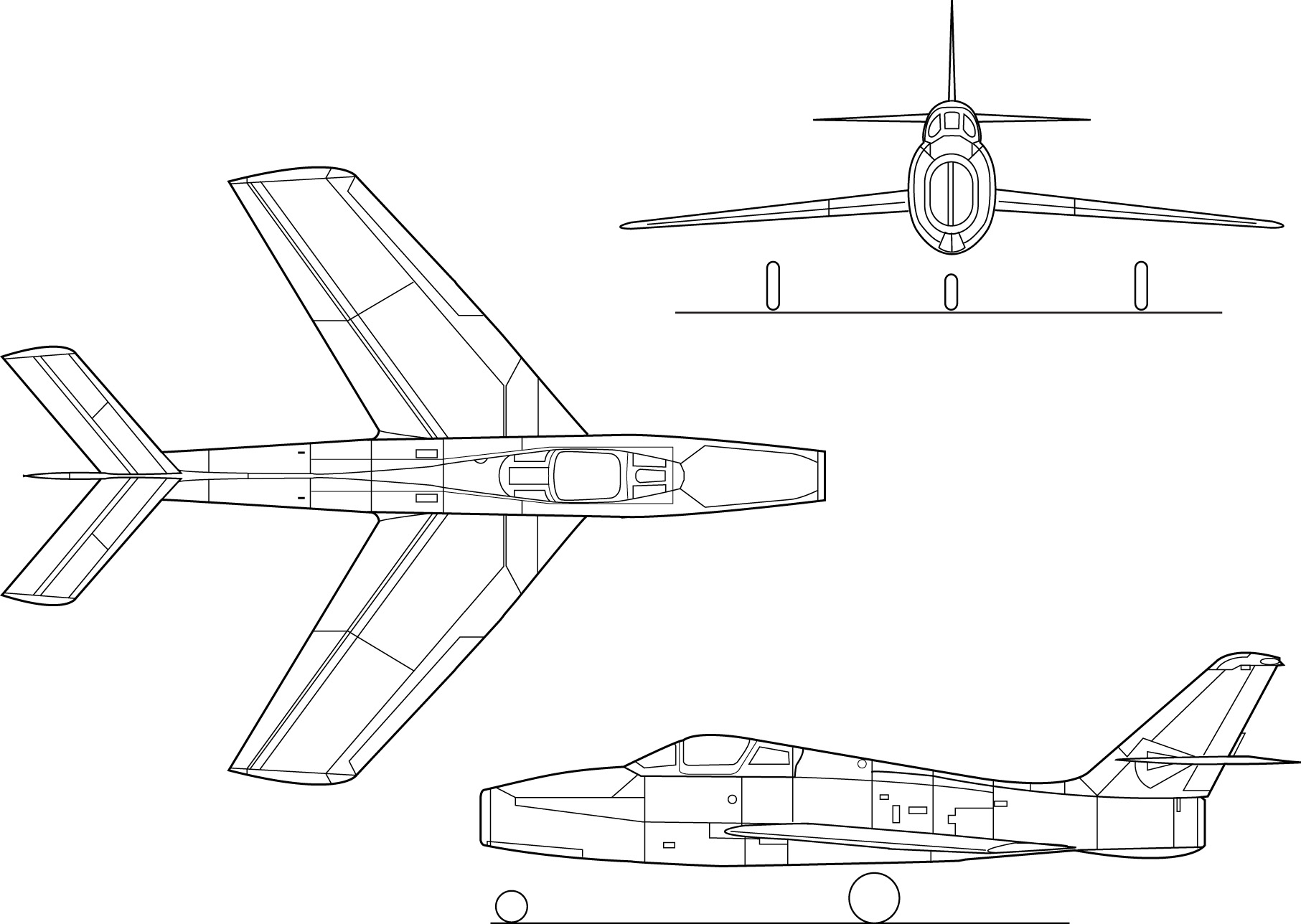
Схема F-84F.

Приведенные характеристики соответствуют модификации F-84F.
Источник данных: Standard Aircraft Characteristics .

Технические характеристики
- Экипаж: 1 (пилот)
- Длина: 13,23 м
- Размах крыла: 10,24 м
- Высота: 4,57 м
- Площадь крыла: 30,17 м²
- Стреловидность по линии 1/4 хорд: 40°
- Коэффициент удлинения крыла: 3,47
- Средняя аэродинамическая хорда: 3,06 м
- Профиль крыла: NACA 64, A010
- Колея шасси: 6,22 м
- Масса пустого: 6189 кг
- Масса снаряжённого: 6837 кг
- Нормальная взлётная масса: 11 442 кг
- Максимальная взлётная масса: 12 247 кг
- Максимальная посадочная масса: 7864 кг
- Масса в бою: 9192 кг
- Масса топлива во внутренних баках: 5184 кг (максимальная с ПТБ)
- Объём топливных баков: 2184 л + 5148 л в ПТБ
- Силовая установка: 1 × ТРД Wright J65-W-3
- Тяга: 1 × 32,12 кН (3275 кгс) (максимальная)
  - нормальная: 1 × 28,25 кН (2880 кгс)
  - Длина двигателя: 3,27 м
  - Диаметр двигателя: 0,96 м
  - Сухая масса двигателя: 1263 кг

Лётные характеристики
- Максимальная скорость: 1102 км/ч (у земли)
- Крейсерская скорость: 867 км/ч
- Скорость сваливания: 243 км/ч (при нормальной взлётной массе)
- Боевой радиус: 1383 км (с 2 × ПТБ)
- Перегоночная дальность: 3723 км
- Практический потолок: 13 548 м
- Скороподъёмность: 35,56 м/с
- Время набора высоты:
  - 6096 м за 6,6 мин
  - 9144 м за 13,8 мин
- Нагрузка на крыло: 380,83 кг/м²
- Тяговооружённость: 0,29
- Длина разбега: 1981 м
- Длина пробега: 1222 м

Вооружение
- Стрелково-пушечное: 6 × 12,7 мм пулемётов Браунинг M3 с 300 патр. на ствол (4 в носу, 2 в крыле)
- Точки подвески: 4
- Боевая нагрузка: 2722 кг
- Неуправляемые ракеты: 24 × 127 мм ракет HVAR
- Бомбы: свободнопадающие:
  - 1 × 771 кг ядерная Mk-7[англ.]
  - 2 × 907 кг
  - 4 × 454 кг или 227 кг или 113 кг

Примечание. Максимально допустимый объём топлива ограничен максимальной взлётной массой самолёта и составляет 6654 л.

## В литературе
F-84F стал героем истории американского писателя Ричарда Баха «Чужой на Земле». Главная сюжетная линия книги, написанной от лица военного лётчика — полёт на Republic F-84F Thunderstreak.